# C. S. Lewis
C.S. Lewis, all'anagrafe Clive Staples Lewis (Belfast, 29 novembre 1898 – Oxford, 22 novembre 1963), è stato uno scrittore, saggista, teologo e apologeta cristiano britannico.
Docente di lingua e letteratura inglese all'Università di Oxford, Lewis fu anche un prolifico scrittore, tanto da essere considerato uno dei "padri" della narrativa fantasy anche grazie al ciclo di romanzi Le cronache di Narnia, una delle opere letterarie di maggior successo del XX secolo, con una vendita complessiva che supera le 120 milioni di copie vendute in tutto il mondo.
Famoso anche per i suoi studi teologici, Lewis viene ricordato come uno dei più importanti apologeti cristiani del suo tempo.
Amico dello scrittore J.R.R Tolkien, fu con lui ed altri intellettuali che decise di fondare il famoso circolo di discussione letteraria degli Inklings.

## Biografia
Le vicende biografiche di Lewis meritano una certa attenzione, in quanto si trovano frequentemente tematizzate nelle sue opere: si pensi alla morte della madre, avvenuta quando Lewis aveva dieci anni, o alla complessa evoluzione intellettuale del giovane Clive sfociata nella conversione al cristianesimo anglicano, per non parlare dell'amicizia con i membri del club degli Inklings, J. R. R. Tolkien, Charles Williams e il meno noto Owen Barfield. Che Lewis ritenesse la sua biografia degna di interesse per i lettori è se non altro testimoniato dalla pubblicazione di un'opera autobiografica incentrata sugli anni giovanili.

### 1898-1915 Infanzia e adolescenza
Clive Staples Lewis nasce nel 1898 a Belfast, Irlanda, secondo dei due figli di Albert James Lewis e Flora Augusta Hamilton. Il fratello Warren Hamilton Lewis era più grande di tre anni. Il padre di Lewis era un avvocato di origini gallesi trasferitosi in Irlanda del Nord per ragioni di lavoro, mentre la madre era figlia di un parroco della Chiesa d'Irlanda anglicana e aveva compiuto studi di matematica e logica.
All'età di sei anni Lewis trasloca con la sua famiglia a Strandtown, ed è lì che nel 1908 muore la madre. La morte della madre ha un impatto emotivo molto forte su Clive, che ha solo 10 anni, ed è considerato un evento di grande importanza per comprendere l'evoluzione della sua filosofia. L'anno della morte della madre, Lewis viene iscritto alla Wynyard School di Watford (Hertfordshire), in Inghilterra. Deve quindi abitare nel convitto della scuola assieme al fratello. Ma la scuola chiude poco tempo dopo, anche perché il preside viene internato in manicomio. Quindi Lewis frequenta per pochi mesi il Campbell College, non lontano dalla sua casa di Belfast, ma deve abbandonare la scuola per problemi respiratori. Successivamente viene iscritto prima all'istituto Cherbourg e poi al Malvern College, entrambi a Malvern, nel Worcestershire.
All'età di quindici anni Lewis prende un'importante decisione: quella di abbandonare la fede cristiana. I motivi si possono leggere nella sua autobiografia Sorpreso dalla gioia.
Lewis descrive l'ambiente educativo delle scuole inglesi di quell'epoca con toni poco lusinghieri, paragonandole a campi di concentramento, ed è a causa delle sue difficoltà di integrazione che abbandona la scuola per passare ad una formazione privata. Questa viene affidata a William T. Kirkpatrick, un ex preside che era stato insegnante di suo padre. Kirkpatrick è un insegnante estremamente valido e professa una forma di razionalismo agnostico in tema di religione.
Tra le passioni giovanili di Lewis sono molto importanti le storie fantastiche con animali: era appassionato dei libri di Beatrix Potter e si divertiva a scrivere storie assieme al fratello, inventando un mondo di animali parlanti chiamati Boxen. Successivamente nel periodo dell'adolescenza Lewis comincia a interessarsi alle storie e alle leggende nordiche. Queste leggende influivano sulla sua percezione di un sentimento indistinto che lui chiamava joy (gioia). Anche l'amore per la bellezza della natura si inseriva in questo sentimento che le saghe nordiche evocavano.

### 1916-1920 L'ammissione a Oxford e l'esperienza della guerra
Nel 1916, a diciotto anni, Lewis vince una borsa di studio per lo University College di Oxford. Viene tuttavia subito richiamato alle armi nel 1917 per servire come ufficiale nel terzo battaglione del Somerset Light Infantry. Viene schierato in prima linea il giorno del suo diciannovesimo compleanno, nella valle della Somme, in Francia.
Durante il periodo di addestramento militare divide la stanza con un altro cadetto, "Paddy" Moore, che muore poco dopo nel corso dei combattimenti del 1918. Prima di morire Paddy presenta a Lewis sua madre, Janie King Moore. Ne nasce un'amicizia con la donna che a quel tempo aveva 44 anni. Lewis racconterà di aver promesso all'amico che, se fosse morto in combattimento, si sarebbe preso cura della madre al posto suo.
Anche Lewis rimane ferito nella battaglia di Arras e comincia a soffrire di depressione. Durante la convalescenza viene trasferito in Inghilterra, dove viene poi congedato nel dicembre del 1918. Può così tornare ai suoi studi all'Università di Oxford.
È durante la convalescenza per le ferite che l'amicizia con Janie Moore, la madre quarantenne dell'amico Paddy morto in battaglia, diviene particolarmente importante. Ci sono disaccordi tra i biografi di Lewis sulla natura della relazione tra Lewis e Janie Moore. Lewis è sempre stato reticente su questo punto e nella sua autobiografia scrive solo una frase piuttosto oscura:
Molti – compresi i biografi di Lewis Hooper, Wilson e Sayer – pensano che i due furono probabilmente amanti nei primi anni della loro relazione. Ad ogni modo la loro amicizia è certamente molto stretta. Nel dicembre 1917 Lewis scrive in una lettera al suo amico di infanzia Arthur Greeves che Janie Moore e lo stesso destinatario dell'epistola erano le due persone che contavano di più per lui nel mondo.
Dopo la guerra Lewis e Janie Moore vanno a vivere insieme. Nel 1930 Lewis si trasferisce assieme al fratello Warren in una casa vicino a Oxford (The Kilns). I fratelli Lewis e Janie Moore acquistano la casa suddividendosi le spese dell'appartamento; nel 1973 alla morte di Warren Lewis la casa passerà in eredità alla figlia di Janie Moore, Maureen Dunbar, divenuta baronessa Dunbar di Hempriggs.
Janie Moore viene descritta come autoritaria e possessiva da alcuni biografi di Lewis, tuttavia sembra che fosse anche una donna affettuosa e ospitale, ben vista dai suoi vicini. «Era generosa e mi ha insegnato ad essere generoso e buono» dice Lewis al suo amico George Sayer.

### 1921-1931 L'inizio della carriera accademica e l'incontro con Tolkien
Nel 1920 Lewis riceve il First in Honour Moderations (Letteratura greca e latina), nel 1922 il First in Greats (Filosofia e storia antica) e nel 1923 il First in English. Comincia così una carriera accademica che lo porterà ad ottenere prima l'incarico di tutor temporaneo di filosofia presso l'University College e poi, nel 1925, quello di Fellow and Tutor di Lingua e Letteratura Inglese presso il Magdalen College di Oxford, dove rimase fino al 1954, quando divenne docente a Cambridge. Ad Oxford negli anni venti incontra J. R. R. Tolkien e, dopo la primitiva antipatia, i due diventano amici, passando molto tempo assieme a discorrere dei loro argomenti preferiti: Asgard e i miti nordici.
Discutono molto anche di religione e Tolkien, cattolico, contribuisce, assieme ad Hugo Dyson, al radicale cambiamento di Lewis, che tra il 1929 e il 1931 decide di convertirsi al cristianesimo aderendo alla chiesa anglicana. Tolkien sperava di convincerlo a farsi cattolico, ma il retroterra culturale nord-irlandese di Lewis lo porta ad aderire a quella che definirà "una via media tra cattolicesimo e protestantesimo" cioè la chiesa anglicana. Lewis dapprima abbandona l'ateismo degli anni giovanili per professarsi genericamente teista, poi decide di accettare la fede cristiana nella sua interezza. Un'analisi molto interessante delle varie fasi della sua conversione viene fatta dallo stesso Lewis nella sua autobiografia degli anni giovanili Sorpreso dalla gioia e nel romanzo allegorico Le due vie del pellegrino pubblicato nel 1933, due anni dopo la sua conversione.
Nelle modalità della conversione di Lewis vanno anche cercate importanti chiavi di lettura della sua opera. Come riferisce H. Carpenter nel libro Gli Inklings, nella notte del 19 settembre 1931 è Tolkien a fornire all'amico una suggestione fondamentale per poter accettare pienamente il Cristianesimo, ricorrendo proprio all'amore di Lewis per la mitologia e alle teorie di Barfield, loro mentore spirituale che introdusse entrambi all'antroposofia di Rudolf Steiner.

### 1932-1950 Il successo come scrittore
Lewis pubblica nel periodo tra il 1930 e il 1950 la maggior parte delle sue opere, sia quelle prettamente accademiche che i romanzi. Importante in questi anni è la sua amicizia con Charles Williams, che assieme a Tolkien e Barfield è membro del circolo letterario degli Inklings. In quegli anni Lewis dichiara apertamente che Williams è l'autore che lo ha influenzato di più. Tolkien invece è molto diffidente nei confronti degli interessi esoterici di Williams. Mentre continua la sua carriera accademica, Lewis già nel corso degli anni quaranta raggiunge una enorme popolarità grazie ai suoi romanzi e ai suoi saggi che vendono milioni di copie, tanto da meritare nel 1947 l'articolo di copertina della rivista Time Magazine, che viene intitolato "Don v. Devil" con riferimento a Le lettere di Berlicche pubblicate nel 1942. Ma questa popolarità diventa se possibile ancora maggiore quando, a partire dal 1950, Lewis comincia a dedicarsi alla narrativa per l'infanzia pubblicando le storie delle Cronache di Narnia.

#### 1947: l'epistolario sull'ecumenismo con don Giovanni Calabria
Nel 1947 don Giovanni Calabria (canonizzato santo della Chiesa cattolica nel 1999), dopo aver letto le Lettere di Berlicche, volle scrivere in lingua latina a Lewis. Lewis, che amava l'uso del latino, avviò con il sacerdote veronese una corrispondenza di circa 30 lettere. Il tema conduttore era l'ecumenismo sviluppato in un dialogo tra un prete cattolico e un laico anglicano. Walter Hooper ha collocato la corrispondenza tra gli importanti documenti ecumenici del '900. Don Calabria nel 1949 incoraggiò anche don Paolo Arnaboldi a intrattenere un rapporto epistolare con C. S. Lewis. La carità tra fratelli opererà l'ecumenismo tra cristiani più della teologia: è la sintesi che don Arnaboldi fa di quegli scambi epistolari. Alla morte di don Calabria nel 1954 il suo successore, don Luigi Pedrollo, continuò lo scambio epistolare fino alla morte di Lewis.

#### 1948: il dibattito sul naturalismo con Elizabeth Anscombe
Secondo alcuni biografi, l'impegno letterario di Lewis viene reso più intenso da un episodio avvenuto nel 1948. In uno dei dibattiti organizzati presso il Club Socratico di Oxford Lewis si confronta con una giovane e brillante docente di filosofia, Elizabeth Anscombe, convertita al cattolicesimo e allieva di Ludwig Wittgenstein. Il tema del dibattito riguarda il naturalismo ed era stato trattato nell'opera di Lewis Miracoli - Uno studio preliminare. Nel corso del dibattito la Anscombe corregge in modo molto convincente l'argomento di Lewis sulle difficoltà del naturalismo. Egli – secondo la versione che danno di questo fatto George Sayer e Derek Brewer – si sentì così umiliato dall'esito del dibattito da decidere di abbandonare per sempre la saggistica filosofica e teologica per dedicarsi interamente alla letteratura.
Secondo la versione dell'episodio data dalla stessa Anscombe nell'introduzione alla sua opera Metaphysics and the Philosophy of Mind, Lewis avrebbe accolto le critiche con grande tranquillità, tanto da modificare le successive edizioni dell'opera Miracles per tenere conto delle osservazioni della Anscombe.
L'argomento "a partire dalla ragione" contenuto nel saggio di Lewis Miracoli è stato considerato un suo contributo originale e oggetto di approfondimento e rielaborazione da parte di Victor Reppert, William Hasker e Alvin Plantinga.

### 1951-1963 L'incontro con Joy
Lewis è ormai all'apice della sua fama quando, nel 1950, riceve la prima lettera di Helen Joy Davidman-Gresham, un'americana appassionata delle sue opere, la quale inizia con lui un lungo rapporto epistolare. Coincidenza singolare: nelle opere di Lewis il misterioso rapporto dell'uomo con l'assoluto e con il desiderio che ne è la manifestazione viene descritto con il concetto di ricerca della gioia (in inglese joy, si veda a questo proposito l'autobiografia Surprised by joy). All'età di 52 anni Lewis finisce con l'incontrare una donna che si chiama proprio Joy e si innamora di lei. Il rapporto continua in forma epistolare finché, nel 1952, Lewis incontra personalmente la donna e inizia a frequentarla. Nel 1956 si unisce a lei con un matrimonio civile (ufficialmente solo per garantirle la cittadinanza britannica) e nel 1957 celebra anche le nozze religiose secondo il rito anglicano. Joy però si ammala di tumore alle ossa e muore nel 1960.
Il racconto dell'esperienza della morte della moglie e dei momenti successivi è affidato alle pagine di Diario di un dolore (A Grief Observed), pubblicato nel 1960 con lo pseudonimo di N. W. Clerk.
Clive Staples Lewis muore il 22 novembre 1963 in seguito all'aggravarsi di problemi cardiaci. Viene sepolto nel cimitero di Headington Quarry Churchyard a Oxford. La morte viene praticamente ignorata dai media perché nello stesso giorno viene assassinato John F. Kennedy e muore Aldous Huxley.

### Lewis come personaggio teatrale, cinematografico e letterario (1985-1993)
L'incontro di Lewis con Joy è anche la trama di un film del 1993, Viaggio in Inghilterra (Shadowlands), diretto da sir Richard Attenborough, che è a sua volta la trasposizione cinematografica di un dramma teatrale scritto nel 1985 per la tv inglese BBC da William Nicholson e successivamente portato in scena a Plymouth nel 1988 e in seguito a Broadway. Nella prima versione televisiva il ruolo di Lewis era interpretato da Joss Acklund, in quella cinematografica da sir Anthony Hopkins.
Quest'opera, pur avendo dei meriti per la perfetta ricostruzione del mondo di Lewis, non manca di alcune inesattezze rispetto alla biografia reale dello scrittore. Secondo il dramma, Lewis al momento del suo incontro con Joy sarebbe stato un professore un po' noioso, deciso a organizzare tutta la sua vita in modo da mantenere un distacco dagli altri esseri umani per non correre il rischio di soffrire per la loro perdita, pur insegnando nelle sue conferenze e nei suoi libri che la sofferenza non può essere usata per accusare Dio. In realtà la vita del vero Lewis era stata molto diversa. A parte la sua esperienza diretta dei combattimenti della prima guerra mondiale, durante la quale venne ferito, basta menzionare la sua relazione con la signora Jane Moore.
Consapevole dei limiti della sua opera, Nicholson (l'autore del testo teatrale) ha affermato:
Sulla vivacità e passionalità della personalità di Lewis esistono anche altre importanti testimonianze di Tolkien, suo esatto opposto per quanto riguarda i temi etici e teologici, ma suo buon amico da sempre.

## Carriera letteraria

### Allegorie e fantascienza (1919-1941)
Nel 1919, appena congedato dal servizio militare, Lewis pubblica la raccolta di poesie Spirits in Bondage. Nel 1926 pubblica un poema narrativo intitolato Dymer sotto lo pseudonimo Cluve Hamilton. I due libri hanno un esito editoriale deludente.
Il primo libro che dà a Lewis una certa fama – anche se venne stroncato dalla critica – è invece Le due vie del pellegrino (Pilgrim's Regress) pubblicato nel 1933. Si tratta di un racconto allegorico che descrive l'esperienza autobiografica di Lewis stesso, il passaggio dalla fede dell'infanzia all'ateismo e il successivo ritornare al cristianesimo dopo un breve passaggio attraverso la filosofia idealistica. La complessità della tematica viene trattata attraverso un uso estremamente sofisticato dell'allegoria e della citazione letteraria che rendono quest'opera unica nel suo genere.
Fondamentali per capire la visione del mondo di Lewis sono i tre romanzi di fantascienza. La trilogia spaziale (Space Trilogy) venne scritta in seguito ad una scommessa con l'amico Tolkien. Lewis si impegnò a scrivere un "viaggio nello spazio", mentre Tolkien doveva scrivere una storia incentrata su un "viaggio nel tempo". Al centro di entrambe le opere doveva esserci il concetto del Mito e della sua riscoperta. Tolkien non portò a termine il suo "viaggio", un romanzo intitolato La strada perduta che riprendeva la mitologia del Silmarillion, mentre Lewis andò oltre, realizzando tra il 1938 e il 1945 la trilogia composta dai volumi Lontano dal pianeta silenzioso, Perelandra e Quell'orribile forza. Protagonista della trilogia è il filologo Elwin Ransom, che viene trasportato sul pianeta Malacandra e poi su Perelandra (i nomi indigeni che designano i nostri Marte e Venere), osservando come la fede in Dio si sviluppi in questi due mondi diversamente dalla Terra (il "pianeta silenzioso"). I commentatori hanno definito quest'opera una trilogia fanta-teologica, termine molto adatto visto che i romanzi oltre a vicende narrative contengono digressioni filosofiche sulla teologia.

### Le lettere di Berlicchee la copertina diTime(1942-1949)
Nel 1942 Lewis raggiunge una enorme notorietà (tanto da meritare nel 1947 la copertina del settimanale Time) per il libro Le lettere di Berlicche. Il libro è incentrato sulla bizzarra corrispondenza tra un funzionario di Satana e suo nipote, apprendista diavolo custode. Si tratta di una geniale riflessione sulla natura umana mirata a recuperare il senso del concetto di peccato e a strapparlo alla banalizzazione cui l'ha ridotto la cultura contemporanea. L'opera costituisce una precisa descrizione dei conflitti interni dell'animo umano non trascurando, in questo intento, l'ingrediente sublime dell'ironia, elemento essenziale in pressoché tutta l'opera di Lewis.
Nel 1945 Lewis pubblica Il grande divorzio, un sogno o visione ispirato alla Divina Commedia di Dante. Lewis immagina di viaggiare nell'oltretomba guidato da George MacDonald e di incontrare le anime dei defunti che devono dimostrare di aver superato il pregiudizio fondamentale che le mantiene prigioniere dell'Inferno: l'idea per cui "Io sono mio". Lewis lascia insieme alle ombre un Paese grigio e tetro e con loro arriva ad una terra luminosa e di tale splendente consistenza che le ombre ne sono ferite in tutti i loro movimenti (un richiamo al mondo delle idee di Platone). Qui egli assiste agli incontri tra le ombre e gli abitanti di quella terra, che sono venuti incontro ai fantasmi per accompagnare ciascuno di loro alle montagne lontane.

### Narnia, il mito di Psiche e l'esperienza del dolore (1950-1963)

#### Narnia: un classico della letteratura per l'infanzia
Lewis ottiene una enorme fama come scrittore per l'infanzia dal successo della serie di fiabe moderne, scritte tra il 1950 ed il 1956, che compongono la saga de Le cronache di Narnia. La saga, composta da sette libri pubblicati in epoche differenti, narra la storia del mondo di Narnia. Si tratta di un luogo fantastico, in cui gli animali parlano, la magia è comune ed il bene è in lotta con il male. Oltre ai numerosi temi cristiani, la serie prende in prestito anche personaggi ed idee della mitologia greca e romana, dai racconti tradizionali britannici e dalle fiabe irlandesi.
Secondo alcune fonti, il nome di Narnia era conosciuto a Lewis fin dall'infanzia, tanto che nel suo atlante latino era sottolineata, nella cartina d'Italia, la città di Narnia ora chiamata Narni.
Dal libro la casa di produzione Walden Media ha sviluppato un ciclo di film. Il primo episodio, Le cronache di Narnia - Il leone, la strega e l'armadio, è uscito nel 2005, il secondo, Il principe Caspian, nel 2008 ed il terzo, Il viaggio del veliero, nel 2010. Dal 2024, la casa di produzione Netflix, decide di iniziare le riprese di altri due film.
Il ciclo di Narnia ha subito anche pesanti critiche, prevalentemente da parte di oppositori che ne hanno criticato l'ideologia di fondo; in particolare, lo scrittore Philip Pullman in un articolo pubblicato su The Guardian nel 1998 espone le sue perplessità sulle modalità con cui Lewis introduce idee religiose e filosofiche in opere per l'infanzia. Lo stesso Pullman ha pubblicato tra il 1995 e il 2000 un altrettanto fortunato ciclo di tre romanzi fantasy dal titolo Queste oscure materie che secondo alcuni sarebbero una replica, ugualmente colma di idee filosofiche e religiose, alle cronache di Narnia.

### Le altre opere della maturità

#### Sorpreso dalla gioia
Nel 1955 pubblica Sorpreso dalla gioia (Surprised by Joy) una autobiografia che ripercorre la sua vita dall'infanzia fino all'età adulta e che rappresenta una fonte fondamentale per comprendere la visione del mondo di Lewis. Il titolo allude con il termine "gioia" ad un concetto che Lewis aveva sviluppato in altre opere precedenti ma rappresenta anche un (forse) involontario omaggio a Joy Gresham, la donna che diverrà sua moglie nel 1957.

#### A viso scoperto(Till We Have Faces)

Amore e Psiche, gruppo scultoreo del Canova

Secondo molti critici, e secondo lo stesso Lewis, il romanzo A viso scoperto (Till We Have Faces) pubblicato nel 1956 (quindi dopo il ciclo di Narnia), è il capolavoro letterario di Lewis. Fu invece un totale insuccesso editoriale perché era troppo diverso da quanto il pubblico si aspettava da Lewis. Si tratta di una rivisitazione del mito di Amore e Psiche che offre molte chiavi di lettura per le precedenti opere letterarie di Lewis e si caratterizza per l'utilizzo del genere del mito. Il mito viene utilizzato da Lewis per scopi non molto diversi da quelli di autori classici come Platone, e questo è importante per capire anche le precedenti opere di Lewis (tra cui quelle molto più famose del ciclo di Narnia, che aspirano quindi ad essere più che fiabe per bimbi, miti per tutti).
Come scrive lo stesso Lewis in una lettera del 1959 a Peter Milward i temi principali di A viso scoperto sono due:
Questo tema è ricorrente anche nelle altre opere di Lewis e nella sua essenza risale ad Agostino e alla dottrina tradizionale cristiana.
In una nota finale all'edizione italiana del romanzo è ancora Lewis a precisare quanto segue:
Il romanzo – pubblicato nel 1956 – reca una dedica a Joy Davidman, la donna che divenne sua moglie nel 1957 e che morirà di cancro nel 1960.

#### I quattro amori
Tra i saggi filosofici di Lewis è fondamentale il libro I quattro amori (The Four Loves) pubblicato nel 1960 che fornisce una chiave di lettura per le opere letterarie di questo autore e per il tema della natura degli affetti umani che occupa una posizione di grande importanza in tutti i romanzi di Lewis. Lewis distingue l'amore come bisogno (ad esempio l'amore del bambino per la madre) dall'amore come dono (esemplificato dall'amore di Dio per l'umanità) e poi suddivide questi due concetti in ulteriori categorie per arrivare a quattro definizioni, denominate secondo le quattro parole greche usate per significare il termine "amore": affetto, amicizia, eros e carità.

#### Diario di un dolore
Importante infine è l'opera autobiografica Diario di un dolore (A Grief Observed), scritto nei giorni antecedenti e seguenti il lutto per la morte della moglie Joy. In una sorta di dialogo con sé stesso e con Dio, C. S. Lewis, frequenta i luoghi della disperazione umana di fronte alla perdita di una persona cara. Da una totale e comprensibilissima ribellione verso il Creatore (sfiorando persino la blasfemia), si giunge a un ripensamento del rapporto con Cristo, figlio di quel Dio che non ha esitato a mandare il proprio unigenito sulla croce per salvare il mondo.

## Il pensiero
Nei romanzi di Lewis è sempre presente una visione filosofica abbastanza complessa anche se non esposta organicamente. Comprenderne i fondamenti è importante per cogliere a fondo anche gli altri aspetti delle sue opere. Poiché una parte importante della vita dell'autore è stata occupata dal percorso personale che lo ha portato dall'ateismo alla convinzione che esiste un Dio personale e che questo Dio è quello rivelato dal cristianesimo, l'analisi delle motivazioni razionali che stanno alla base della fede di Lewis è importante per comprenderne il pensiero. Ma un posto altrettanto importante (o forse più importante) va assegnato ad altre tematiche a cui Lewis dedica spazio nelle sue opere, e cioè il tema del desiderio come elemento essenziale costitutivo dell'esperienza umana e il tema della fondamentale continuità e affinità tra le religioni e i miti precristiani e la verità rivelata nel cristianesimo.

### Perché è vero che Dio esiste
I temi prettamente filosofici sono trattati da Lewis in alcuni libri che si possono definire apologetici. Lewis sviluppa la sua apologia del cristianesimo in tre tappe. Dapprima comincia a dimostrare l'esistenza di Dio sulla base di fondamenti che appaiono eminentemente filosofici. In seguito cerca di dimostrare che Dio si è rivelato in maniera particolare in Cristo e nella religione cristiana. Infine difende il teismo e il cristianesimo contro le obiezioni come il problema del male.
Contro l'agnosticismo che era influente ai suoi tempi negli ambienti intellettuali, Lewis ritiene che sia possibile dimostrare l'esistenza di Dio, almeno nel senso di mostrare che l'esistenza di Dio è più verosimile della sua non-esistenza. Lewis conosce l'argomento ontologico che risale a Cartesio e Anselmo d'Aosta e gli argomenti cosmologici presentati da Tommaso d'Aquino. Ma sull'argomento ontologico, che deduce l'esistenza di Dio dal concetto stesso di Essere Necessario, Lewis in una lettera al fratello Warren dice che l'argomento non è valido a meno che non si stabilisca inizialmente che l'idea di Essere Necessario è obiettivamente fondata e non è una vaga fabbricazione del nostro spirito. Lewis non rifiuta gli argomenti cosmologici della filosofia medioevale che partono dal divenire, dalla causalità e dalla contingenza, ma confessa che non li ritiene efficaci per lui personalmente. Invece le prove favorite di Lewis sono quelle basate sulla moralità, sulla ragione e sul desiderio.

### L'origine della morale
L'argomento della moralità che Lewis aveva ampiamente sviluppato durante i suoi discorsi alla radio The Case for Christianity comincia con l'affermazione che noi siamo incondizionatamente costretti a fare il bene e ad evitare il male. Tutti gli esseri umani normali ritengono spontaneamente che certe azioni sono malvagie e non dovrebbero essere compiute. Ci possono essere disaccordi sui dettagli del codice morale, ma non sul suo carattere obbligatorio. Si sa che si dovrebbe essere onesti, sinceri, temperanti giusti verso gli altri e che bisogna evitare di commettere il furto, lo spergiuro, l'adulterio, l'omicidio e tutto questo genere di cose. Il problema è scoprire da dove viene questa obbligatorietà.
Secondo la tradizione classica della teologia cristiana che risale a san Paolo, questa obbligatorietà deriva da Dio che, per così dire, ha scritto la sua legge nel cuore dell'uomo. Quindi persino chi commette il male ne soffrirebbe nella sua coscienza e capirebbe che merita di essere punito. Ma anche se si negasse questo fatto, chi patisse un'azione malvagia rimarrebbe fermamente convinto di subire qualcosa di ingiusto, che va contro un codice morale che andava in qualche modo, nella sua opinione, rispettato.
Lewis affronta anche le obiezioni più comuni a questo argomento. Asserisce che il senso di obbligatorietà della morale non deriverebbe da un istinto gregario o da una convenzione sociale o da un superego in senso freudiano. Rivolgendosi ad un uditorio popolare Lewis non entra nei dettagli tecnici né rifiuta le difficoltà, ma privilegia l'essenziale con un linguaggio semplice e persuasivo.

### L'origine della ragione
La seconda prova favorita di Lewis, l'argomento a partire dalla ragione, appare nel suo libro Miracoli. Un certo tipo di naturalismo, osserva, caratterizza il pensiero razionale come semplice prodotto del riflesso nervoso, dell'istinto e dell'abitudine. Lewis replica che i condizionamenti fisici o psicologici non potrebbero spiegare la nostra capacità di formulare giudizi sulla verità o sull'errore.
Secondo il filosofo, noi siamo coscienti che i nostri giudizi sono determinati non da forze subconsce, ma dalla realtà stessa che ha effetto sul nostro spirito. La capacità di arrivare alla comprensione attraverso la spiegazione razionale è per lui la prova di un'affinità tra lo spirito e la realtà. Questa affinità non troverebbe spiegazione se non con uno spirito altrettanto autentico che rende conto simultaneamente dell'esistenza dell'intelligenza e della cosa intelligibile.
L'argomento di Lewis risale a Platone e Anassagora e riassume l'argomento proposto in termini estremamente tecnici da Bernard Lonergan e reso popolare dai libri apologetici di Hugo Meynell. Per questi autori la meravigliosa corrispondenza tra la realtà e la ragione implica che la realtà è impregnata di un ordine che risale a uno spirito creatore. L'attenzione di Lewis si appunta non tanto sull'intelligibilità razionale del mondo, quanto sulla capacità dello spirito di conoscere la verità, che secondo Lewis non accetta essere spiegata dalla selezione naturale, ma vede come spiegata tramite l'esistenza di un Dio creatore intelligente.

### Il desiderio come fattore costitutivo dell'esperienza umana
Il terzo argomento con cui Lewis ritiene di poter dimostrare che l'esistenza di Dio è razionalmente verosimile parte dal supposto desiderio naturale di una unione con Dio. L'idea che l'uomo sia naturalmente attirato verso una unione con Dio trova precedenti nella tradizione cristiana. Sant'Agostino la esprime nella forma classica quando esclama nelle Confessioni "Ci hai fatti per te Signore, e il nostro cuore è inquieto finché non riposa in te".
Questo desiderio di Dio non era mai stato proposto come prova dell'esistenza di Dio fino al XX secolo e Lewis non fa altro che seguire la scia di Richard Hooker, un teologo anglicano che aveva già provato questa via in precedenza. L'esistenza di un desiderio di Dio presupporrebbe quindi la sua esistenza, se si presuppone che non possa esistere un desiderio in natura che non può essere soddisfatto.
Nella sua autobiografia Sorpreso dalla gioia Lewis definisce questo ardente desiderio con il termine tedesco Sehnsucht, e ne parla in termini allegorici nel romanzo Le due vie del pellegrino dove viene rappresentato con l'immagine di un'isola meravigliosa. Questa rappresentazione del desiderio come forza ancestrale innata nella natura umana è presente anche nelle Cronache di Narnia e in altre opere di Lewis. Fondamentale su questo tema è il saggio pubblicato nel 1960 I quattro amori. In esso Lewis distingue l'amore come bisogno (ad esempio l'amore del bambino per la madre) dall'amore come dono (esemplificato dall'amore di Dio per l'umanità) e poi suddivide questi due concetti in ulteriori categorie per arrivare a quattro definizioni, denominate secondo le quattro parole greche usate per significare il termine amore: affetto, amicizia, eros e carità.

### La continuità tra la mitologia pagana e il cristianesimo
Un tema di fondamentale importanza per comprendere l'opera di Lewis è la sua convinzione che tutta la mitologia (sia quella nordica, che lo aveva affascinato da ragazzo, che quella greco-romana che era stata oggetto dei suoi studi filologici) sia da leggere fondamentalmente come un percorso attraverso cui l'umanità si è avvicinata progressivamente alla rivelazione cristiana.
Contrariamente ad alcuni antichi pensatori cristiani che si erano confrontati direttamente con la religione pagana e ritenevano che essa andasse rifiutata in blocco come mistificazione diabolica, Lewis è convinto che vi sia qualcosa di vero nella mitologia di tutti i popoli. Questo spiega il massiccio uso di figure mitologiche all'interno delle Cronache di Narnia ed il ruolo assegnato alla religiosità pagana (una religiosità descritta nei suoi aspetti terribilmente sgradevoli e apparentemente poco affine all'umanesimo cristiano) nella sua opera della maturità A viso scoperto.
Le ragioni che stanno alla base di questa convinzione di Lewis sono complesse e difficili da riassumere ma si può dire in sintesi che esse sono strettamente intrecciate con la tematica del desiderio come fattore costitutivo dell'esperienza umana. Secondo Lewis tutti i miti delle religioni non cristiane aprono comunque una finestra sull'assoluto e svelano qualcosa sulla natura umana che si sente nello stesso tempo attratta da qualcosa di misteriosamente alto e impaurita dalla sua enigmaticità.

#### Il mito come strumento di conoscenza del reale
Lewis è convinto che il mito non sia solo un mezzo artistico, ma che esso sia in grado di rivelare nuove dimensioni della realtà che altrimenti rimarrebbero inaccessibili alla ragione. L'origine del mito è per Lewis nella dimensione sacra della realtà e i miti sono spontanee istintive testimonianze del sacro, che egli come cristiano identifica in Dio. Citando direttamente Lewis, il mito si colloca a cavallo tra la verità astratta e l'esperienza concreta:

### Contro la demitizzazione del cristianesimo
Mentre il tedesco Rudolf Bultmann, contemporaneo di Lewis, introduceva nel dibattito teologico il concetto di "demitizzazione del cristianesimo", cioè l'idea che per raggiungere il nucleo di verità della dottrina cristiana bisognasse spogliare le narrazioni evangeliche di tutti gli elementi mitici ad esse sovrapposti, Lewis (in accordo con Tolkien) interpreta la narrazione della morte sacrificale di Cristo come un “mito vero”, un mito con la speciale prerogativa di essere stato posto in atto storicamente in un tempo e uno spazio ben precisi.

Lewis scrive: 
 In questa ottica, i precedenti mitologici del dramma di Cristo sono accenni ispirati della verità divina che sarebbe diventata pienamente manifesta in un preciso momento e luogo, cioè nella Giudea romana.
A differenza di Bultmann, Lewis e Tolkien non intendono demitizzare il Vangelo, interpretando il mito come una intrinseca componente della sua verità. Invece, i due scrittori credono di poter fare uso del loro potere “subcreativo” per ricreare le stesse tematiche mitiche nelle loro opere letterarie.

### Il codice segreto di Narnia
Nel 2007 Michael Ward ha pubblicato Planet Narnia, sostenendo la tesi che l'intera opera letteraria di Lewis sia una forma di allegoria in cui sono codificati riferimenti al pensiero cosmologico medievale. Questi riferimenti fanno de Le cronache di Narnia qualcosa di simile alla Commedia dantesca; la lettura del significato profondo dell'opera è possibile solo grazie ad un'adeguata esegesi fornita dallo stesso autore. Il libro di Ward è un saggio accademico per il pubblico specialista, ma da esso l'autore ha ricavato nel 2010 un saggio divulgativo dal titolo The Narnia Code, divenuto poi soggetto di un documentario della BBC, trasmesso in Italia da BBC Knowledge nel 2011.

## C. S. Lewis nei media
- C. S. Lewis è uno dei protagonisti del romanzo storico di Wu Ming 4 Stella del mattino (2008).
- Il nome di un personaggio del serial televisivo Lost, Charlotte Staples Lewis, interpretata da Rebecca Mader, si richiama a quello dello scrittore.
- C. S. Lewis Song è il titolo di una canzone di Brooke Fraser.
- C. S. Lewis viene citato nella serie Being Erica. Episodio 3 della seconda stagione.
- C. S. Lewis viene citato nella serie televisiva Dexter. Episodio 5 della sesta stagione.
- Anthony Hopkins interpreta C. S. Lewis nel film Viaggio in Inghilterra (Shadowlands).

## Opere

### Narrativa
- Le due vie del pellegrino (The Pilgrim's Regress, 1933)
- Trilogia spaziale (Space Trilogy):
  - Lontano dal pianeta silenzioso (Out of the Silent Planet, 1938)
  - Perelandra (1943)
  - Quell'orribile forza (That Hideous Strength, 1946)
- Le lettere di Berlicche (The Screwtape Letters, 1942)
- Il grande divorzio (The Great Divorce, 1945)
- Serie Le cronache di Narnia (The Chronicles of Narnia):
  - Il leone, la strega e l'armadio (The Lion, the Witch and the Wardrobe, 1950)
  - Il principe Caspian (Prince Caspian: The Return to Narnia, 1951)
  - Il viaggio del veliero (The Voyage of the Dawn Treader, 1952)
  - La sedia d'argento (The Silver Chair, 1953)
  - Il cavallo e il ragazzo (The Horse and His Boy, 1954)
  - Il nipote del mago (The Magician's Nephew, 1955)
  - L'ultima battaglia (The Last Battle, 1956)
- A viso scoperto (Till We Have Faces, 1956)
- Il brindisi di Berlicche (Screwtape Proposes a Toast, 1961)
- The Dark Tower (1977)
- Boxen: The Imaginary World of the Young C. S. Lewis (1985)

### Saggistica
- L'allegoria dell'amore (The Allegory of Love: A Study in Medieval Tradition, 1936)
- Rehabilitations and other essays (1939)
- The Personal Heresy: A Controversy (1939), con E. M. W. Tillyard
- Il problema della sofferenza (The Problem of Pain, 1940)
- A Preface to Paradise Lost (1942)
- L'abolizione dell'uomo (The Abolition of Man, 1943)
- Beyond Personality (1944)
- La mano nuda di Dio, titolo alternativo Miracoli (Miracles: A Preliminary Study, 1947)
- Arthurian Torso (1948)
- Il cristianesimo così com'è, titolo alternativo Scusi... qual è il suo Dio? (Mere Christianity, 1952)
- English Literature in the Sixteenth Century Excluding Drama (1954)
- Major British Writers, Vol I (1954), contributo su Edmund Spenser
- Sorpreso dalla gioia (Surprised by Joy: The Shape of My Early Life, 1955), autobiografia
- Reflections on the Psalms (1958)
- I quattro amori (The Four Loves, 1960)
- Studies in Words (1960)
- An Experiment in Criticism (1961)
- Diario di un dolore (A Grief Observed, 1961), con lo pseudonimo di N. W. Clerk
- Selections from Layamon's Brut (1963), introduzione
- Lettere a Malcolm (Letters to Malcolm: Chiefly on Prayer, 1964)
- L'immagine scartata (The Discarded Image: An Introduction to Medieval and Renaissance Literature, 1964)
- God in the Dock: Essays on Theology and Ethics (1970)
- Undeceptions (1971)
- Studies in Medieval and Renaissance Literature (1966)
- Spenser's Images of Life (1967)
- Letters to an American Lady (1967)
- Riflessioni cristiane (Christian Reflections, 1967)
- Selected Literary Essays (1969)
- Of Other Worlds (1982)
- All My Road Before Me: The Diary of C. S. Lewis 1922-27 (1993)
- Una gioia insolita (1995), epistolario con don Giovanni Calabria
- Essay Collection: Literature, Philosophy and Short Stories (2000)
- Essay Collection: Faith, Christianity and the Church (2000)
- Collected Letters, Vol. I: Family Letters 1905-1931 (2000)
- Collected Letters, Vol. II: Books, Broadcasts and War 1931-1949 (2004)
- Prima che faccia notte (2005), antologia di racconti e lettere inediti in italiano

### Poesia
- Spirits in Bondage (1919), con lo pseudonimo di Clive Hamilton
- Dymer (1926), con lo pseudonimo di Clive Hamilton
- Poems (1964)
- Narrative Poems (1969)
- The Collected Poems of C. S. Lewis (1994)
- C.S. Lewis's Lost Aeneid: Arms and Exile (2011)